# 飛禽島
34°45′43″N 125°55′38″E / 34.76194°N 125.92722°E
飞禽岛（：／ Bigeumdo */?），是大韩民国的岛屿，位于全罗南道海岸，由新安郡负责管辖，面积44.13km²，2015年人口3,954。

从地理位置来说，它离木浦市很近，乘坐快艇可以在短时间内到达木浦沿海的渡轮码头。
圍棋九段棋手李世乭（1983年3月2日－）成長於該島，所以他又被稱為「飛禽島少年」。